# マルケルス1世 (ローマ教皇)
マルケルス1世（Marcellus I, 255年頃 - 309年1月16日）は、第30代ローマ教皇（在位：308年 - 309年）。カトリック教会で聖人とされる。